# Your Eyes
Your Eyes è un singolo del gruppo musicale pop britannico Cook da Books, brano più famoso della band.
Il singolo è stato pubblicato nel maggio del 1982 in concomitanza con l'uscita nelle sale cinematografiche del film Il tempo delle mele 2, del quale era il tema portante insieme ad altri brani del gruppo, tutti inclusi nel loro primo ed unico album, Outch, uscito un anno dopo.
La canzone è stata appositamente scritta in qualità di colonna sonora del film dal compositore di musiche per opere cinematografiche Vladimir Cosma, che ne ha curato anche la produzione, insieme a Jeff Jordan, con l'intento di bissare il successo del brano simbolo del precedente Il tempo delle mele, Reality, interpretata da Richard Sanderson, con cui condivide lo stesso team autorale.
Il 33 giri su cui è stato pubblicato il brano recava incisa sul lato b il brano Rockin' at the Hop di Paul Hudson.

## Tracce
7" Single (Polydor 810 756-7)
1. Your Eyes - 4:38
2. Rockin' at the Hop - 3:20

7" Single (Carrere 6.14874)
1. Your Eyes - 4:42
2. Rockin' at the Hop - 3:20

## Classifiche
| Classifica (1982) | Posizioni raggiunte |
| ----------------- | ------------------- |
| Italia            | 1                   |
| Austria           | 10                  |